# Casino de Vichy
La ville de Vichy, station thermale, a possédé différents casinos. Aujourd'hui seul le Casino du Grand Café est actif.

## Histoire

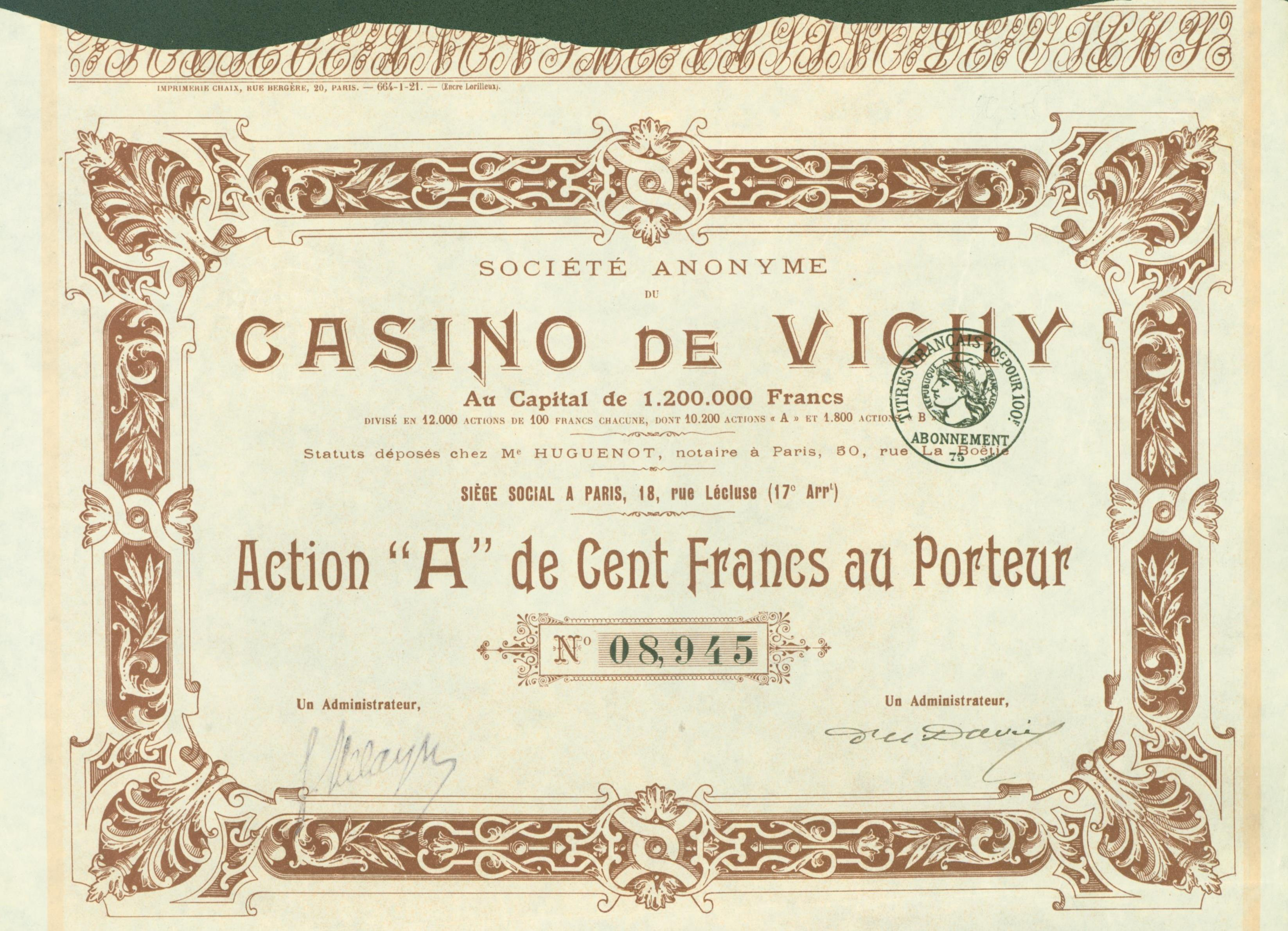
Action de la S. A. Casino de Vichy.

Le premier Casino de Vichy était le Grand Casino de Vichy construit sous le Second empire et dont les plans furent imaginés par l'architecte Charles Badger et qui mit en œuvre les travaux achevés en 1858. Le casino est inauguré le 2 juillet 1865.
Au début du XXe siècle, le casino est agrandi. Un théâtre de style art nouveau conçu par les architectes Charles Le Cœur et Lucien Woog s'ajoute à l'édifice déjà en place. Aussi moderne que l'Opéra de Paris en termes de machineries, le théâtre présente une scène s'ouvrant sur 12 mètres par 15 mètres, une fosse pour l'orchestre, et une salle de 1 400 sièges.
C'est dans le théâtre du Grand Casino que se réunirent la chambre des députés et le Sénat le 10 juillet 1940 qui votèrent les pleins pouvoirs au maréchal Pétain.
Au début des années 1980, les jeux sont transférés au Grand Café, situé juste à côté. Le bâtiment, aujourd'hui connu sous le nom d’Auditorium Eugénie, sert de salle de conférence et de réunion dans le complexe du palais des Congrès (qui associe également l'opéra mitoyen).

## Casino Le Grand Café
Le casino du Grand Café ouvre en 1985 après la rénovation du bâtiment du café « La Restauration » ouvert en 1870 et construit par l'architecte Charles Badger. Le restaurant était, à l'époque, un grand atout touristique pour la ville de Vichy, car il était réputé comme « le plus grand café d'Europe ». Le Grand Café récupère alors une partie des jeux de l'ancien casino de Vichy.
Le Casino du Grand Café est situé près de l'opéra et l'extrémité sud du parc des Sources. En plus des salles de jeux, il dispose d'un restaurant.
Dans le cadre de la rénovation du parc des Sources, le casino va être rénové pour un montant de 10 millions d'euros. La surface de jeux passera de 500 à 900 m2, afin d'accueillir plus de machines à sous ; l'entrée principale se fera du côté de la rue du Président-Wilson.

## Casino Les 4 Chemins
Le casino Les 4 Chemins était situé dans le quartier des 4 Chemins, à côté de la galerie commerciale homonyme et du carrefour de deux des principales artères commerçantes de Vichy. L'établissement a ouvert ses portes en 2004. En 2015, la municipalité de Vichy n'a pas renouvelé la délégation de service public de l'établissement, qui se termine le 31 décembre 2015, car celui-ci n'est plus rentable ; il a fermé ses portes à l'issue de l'exercice 2015.